# Doktor Mabuses 1000 ögon
Doktor Mabuses 1000 ögon är en västtysk/fransk/italiensk kriminalfilm och thriller från 1960 i regi av Fritz Lang. Filmen som var Langs sista som regissör handlar bland annat om kärnkraftskontroll, och han valde i den att återuppta en av sina forna filmfigurer, Dr. Mabuse.

## Rollista
- Dawn Addams - Marion Menil
- Peter van Eyck - Henry B. Travers
- Gert Fröbe - kommissarie Kras
- Wolfgang Preiss - Dr. S. Jordan / Peter Cornelius/ Dr. Mabuse
- Werner Peters - Hieronymus B. Mistelzweig
- Andrea Checchi - Berg
- Reinhard Kolldehoff - Roberto Menil
- Howard Vernon - No. 12
- Linda Sini - Corinna
- Rolf Weih - Interpol-chefen